# 野村玲子
野村 玲子（のむら りょうこ、1961年（昭和36年）8月21日 - ）は、日本のミュージカル女優および浅利演出事務所代表者。北海道旭川市出身。元劇団四季所属。夫は浅利慶太。

## 人物・略歴
北海道旭川商業高等学校卒業後、富士銀行旭川支店の窓口に勤務したが、1年間で退職、ミュージカル女優を志し1981年上京、劇団四季の研究所に入る。
入団前からの憧れの役は『ウエストサイド物語』のマリア役だった。
1983年劇団員に昇格、初舞台は「エビータ」のミストレス役。
その後、『ジーザス・クライスト=スーパースター』のマグダラのマリア、『コーラスライン』のディアナなどを務めて同劇団の看板女優となる。
1988年のオペラ座の怪人では、初演オリジナルキャストとしてクリスティーヌ役を演じ、市村正親のファントムと共にスポーツ新聞で取り上げられるなど大きく注目された。
1991年初演の『ミュージカル李香蘭』ではタイトルロールを務め、劇団四季と浅利演出事務所で李香蘭を演じ続け、800回以上のステージを重ねている。
中国４都市（北京、長春、瀋陽、大連）公演やシンガポール公演でも歓迎された。生前の山口淑子は上演のたびに観劇に訪れ、親交を深めた。山口の歌唱法、胡弓の音色のようなバイブレーションを表現して欲しいと頼まれたという。
華やかなスター性と堅実な演技力を併せ持ち、同劇団のみならず、日本を代表するミュージカル女優として内外で高く評価されている。
1995年5月8日に、ディズニーの責任者も加わり『美女と野獣』公演のためのオーディションが行われ、野村玲子は10歳年下の堀内敬子と共に初代ベルとなった。『美女と野獣』は1995年11月24日よりロングラン公演が開始され、野村は1997年までベルを演じた。
上記以外の代表作は、『ユタと不思議な仲間たち』の小夜子、『赤毛のアン』のアン、『ハムレット』のオフィーリア、『エビータ』のエビータなど。
近年は、ストレートプレイを中心に活動している。
2003年、同劇団代表・浅利慶太と入籍。
2015年、夫の浅利が同劇団からフリーとなり、新事務所「浅利演出事務所」を設立。第1弾上演作品『オンディーヌ』に出演。
2018年、浅利慶太死去に伴い、浅利演出事務所二代目代表者に就任する。2023年、 創立70周年記念公演『ひばり』に主演予定であったが、開幕5日前に降板が発表された。演出手法を巡る対立があったとされる。

## 出演作品
- 赤毛のアン（アン・シャーリー）
- アンチゴーヌ（アンチゴーヌ）
- ウエストサイド物語（マリア）
- エビータ（ミストレス、エビータ）
- Dreaming（ミチル）
- オペラ座の怪人（クリスティーヌ・ダーエ）
- オンディーヌ（オンディーヌ）
- ミュージカル李香蘭（李香蘭）
- キャッツ（シラバブ）
- コーラスライン（ディアナ、マギー）
- ジーザス・クライスト＝スーパースター（マグダラのマリア）
- ソング&ダンス
- ハムレット（オフィーリア）
- ひばり（ジャンヌ・ダルク）
- 美女と野獣（ベル）
- ユタと不思議な仲間たち（小夜子）
- 夢から醒めた夢（マコ）
- ユリディス（ユリディス）
- ラ・ソヴァージュ（テレーズ）
- 鹿鳴館（影山伯爵夫人朝子）
- 思い出を売る男（街の女）
- トロイ戦争は起こらないだろう（エレーヌ）
- ヴェニスの商人（ポーシャ）

## テレビ出演
- TBS「いのちの響」